# Serious Sam 3: BFE
Serious Sam 3: BFE (с англ. — «Крутой Сэм 3») — компьютерная игра в жанре трёхмерного шутера от первого лица, разработанная студией Croteam и изданная Devolver Digital. Третья игра в серии игр Serious Sam (не считая эпизод Serious Sam: The Second Encounter и игр-ответвлений). Игра была выпущена для ПК 22 ноября 2011 года в коробочном варианте и сервисе Steam. Является приквелом оригинальной Serious Sam: The First Encounter.

## История разработки
Первые сведения о Serious Sam 3 появились одновременно с первой информацией об игровом движке Serious Engine 3 компании Croteam, когда в мае 2007 года были опубликованы первые скриншоты будущей игры компании — тактического шутера, издателем которого должна была выступить компания Gamecock Media Group. Выход игры был запланирован на 2009 год, однако текущий статус разработки был неизвестен; никакой новой информации о данном проекте с тех пор сообщено не было. В том же анонсе была упомянута и компьютерная игра Serious Sam 3, находившаяся на ранней стадии разработки.
В мае 2009 года на официальном сайте компании было оставлено сообщение исполнительного директора компании Croteam Романа Рибарица (англ. Roman Ribaric), в котором говорится о том, что «разработка Serious Sam 3 началась относительно недавно, кроме того, игра ещё не обзавелась издателем».
22 июня 2009 года на странице британского игрового издателя Majesco Entertainment в сервисе Twitter появилось сообщение: «На этой неделе появятся очень СЕРЬЕЗНЫЕ новости. Настолько СЕРЬЕЗНЫЕ, что ваши консоли Xbox 360 воспламенятся».
Некоторые сайты восприняли это как намёк компании на то, что Serious Sam 3 будет эксклюзивной игрой для консоли Xbox 360.
Однако через несколько дней на той же twitter-странице появился анонс Serious Sam HD, ремейка первой части Serious Sam HD: The First Encounter и её дополнения The Second Encounter. Стало известно, что эта игра будет использовать технологию Serious Engine 3, таким образом предоставляя для разработчиков ещё и своеобразную «обкатку» технологии. Позднее стало известно, что Serious Sam HD, как и оригинальные эпизоды, будет выпущен в двух частях, которые будут соответственно называться Serious Sam HD: The First Encounter и Serious Sam HD: The Second Encounter. В списке поддерживаемых платформ значились Xbox 360 и персональный компьютер.
В конце декабря 2009 года руководитель Croteam Роман Рибариц заявил, что Serious Sam 3 находится в разработке и появится на прилавках в 2010 году, а анонс игры состоится «уже совсем скоро».
В конце 2010 года вышло интервью с сооснователем компании Croteam Аленом Ладавацем (англ. Alen Ladavac), в котором он ответил на ряд вопросов журналиста интернет-издания Big Download. Стало известно, что игровой движок Serious Engine 3 будет поддерживать DirectX 11, а графика будет более высокого уровня, чем в выпущенных ранее HD-переизданиях первых эпизодов, в частности, благодаря тому, что движок постоянно дорабатывается и был значительно улучшен с момента выхода переизданий на его основе. В то же время разработчик отметил, что игра сохранит свой яркий стиль, при этом являясь более реалистичной, чем предыдущие игры за счёт использования новых технологий.
В феврале Роман Рибариц заявил, что Serious Sam 3: BFE выйдет летом 2011 года, но что означает аббревиатура «BFE», добавленная в название, он не объяснил. Также не было заявлено, для каких платформ выйдет SS3, но Рибариц сообщил, что полноценный анонс состоится «совсем скоро».
28 февраля 2010 года на ряде сайтов появились новые сведения относительно разработки игры. Так, стало известно о том, что по сюжету Serious Sam 3 является приквелом к самой первой игре серии — Serious Sam: The First Encounter 2001 года. Разработчики заявили о сохранении традиционных для игрового процесса серии игр сражений со множеством монстров на локациях большого размера. Кроме того, было объявлено, что в игре также будет кооперативный режим.
В марте 2011 года поклонниками игры была основана петиция к разработчикам «Крутого Сэма», чтобы те пригласили хорватскую рок-группу Undercode для записи саундтрека к игре.
Музыка Undercode ранее уже звучала в игре Serious Sam: The Second Encounter 2002 года. К июлю 2011 года под петицией подписалось 315 человек. Разработчики не проигнорировали петицию, в результате чего для игры были лицензированы две композиции из нового альбома группы.
2 апреля 2011 года в интервью фан-сайту SeriousSite.ru Майк Уилсон, основатель и управляющий компанией Devolver Digital, занимавшейся изданием игры Serious Sam 3: BFE, рассказал о некоторых подробностях, касающихся игры. Так, стало известно, что звуковым сопровождением занимается компания GL33k Game Audio, в числе предыдущих проектов которой находится игра Star Wars: The Force Unleashed II.
3 июня 2011 года на сайте журнала «Игромания» было опубликовано интервью с Романом Рибарицем, в котором основатель Croteam рассказал о том, что в игре планируется режим кооперативной игры, а также прояснил вопросы, касающиеся сюжета. В ходе интервью ещё раз подтвердилось, что действия игры будут развиваться до событий самой первой части, Serious Sam: The First Encounter, при этом игра не является предысторией в прямом смысле слова: действие игры происходит до того момента, когда главный герой, Сэм Стоун, возвращается в прошлое, чтобы убить Ментала, главного врага и поработителя Земли. «Вообще временные парадоксы — замороченная штука, но в нашей игре вы с ними быстро свыкнитесь».
Разработчик сообщил, что игра базируется на новой версии движка — Serious Engine 3.5.
Говоря о других изменениях в геймплее, Рибариц отметил, что теперь в игре появится возможность рукопашного боя: «В игре теперь так много врагов, что наш герой при всем желании не сможет держать их на расстоянии, — ему приходится идти в рукопашную. Например, на вас бежит безголовый камикадзе — при помощи специального приёма вы сможете увернуться от него, как Макс Пейн — от пули. Да, самоубийца взорвется и нанесет вам урон, но это, как вы понимаете, куда менее болезненно, чем лобовое столкновение. А коронный приём — это коррида с быком. Спровоцируйте его атаку, в красивом прыжке увернитесь от рогов и в высшей точке полёта выхватите динамит и воткните ему в ж***!».
4 июля 2011 года стало известно, что издавать игру на территории России и стран СНГ будет компания 1С-СофтКлаб, а локализацией на русский язык займётся компания Snowball Studios.
По состоянию на июль 2011 года, было выпущено два ролика из Serious Sam 3 — официальный трейлер и «интервью» с Безголовым Камикадзе, одним из монстров, представленных в игре. Официальный трейлер был выпущен и на русском языке (реплик в ролике нет, переведены субтитры).
В конце августа стала известна окончательная дата выхода игры (американское издание) — 18 октября 2011 года; уточнённая дата издания игры в России названа не была. 30 сентября стало известно, что выпуск игры был отложен до 22 ноября 2011 года для отладки и балансировки.
В ноябре компания 1С-СофтКлаб совместно с компанией Snowball объявили о том, что Serious Sam 3: BFE (под русским названием «Крутой Сэм 3») отправлен в печать.
17 октября 2012 года вышло дополнение к игре под названием Jewel of the Nile (с англ. — «Жемчужина Нила»), включавшее в себя новую сюжетную кампанию с тремя миссиями. В DLC был добавлен новый противник — рептилоид, появлявшийся и в предыдущих частях, а также новое оружие — топор, пришедший на замену кувалде из оригинальной игры.
13 февраля 2020 года игра была анонсирована для облачного сервиса Stadia. Игра войдёт в коллекцию Serious Sam Collection, которая также включает в себя Serious Sam HD: The First Encounter и Serious Sam HD: The Second Encounter.

### Защита от копирования
В «пиратских» копиях Serious Sam 3: BFE присутствуют многочисленные баги, нарочно реализованные разработчиками в качестве системы защиты от копирования. Так, например, в определённый момент в начале первого уровня появляется мелкий, быстрый, бессмертный скорпион-мутант, преследующий игрока до тех пор, пока его не убьёт. Также, начиная с уровня «Свинцовая туча» и во всех последующих уровнях, камера начинает бесповоротно смотреть вверх и крутиться. Эпизод широко освещался в тематических СМИ, отмечающих оригинальную антипиратскую защиту. Впоследствии, аналогичный приём был использован в другой игре Croteam, The Talos Principle, где обладатели пиратских копий оказывались запертыми в лифте.

## Сюжет
Serious Sam 3: BFE является приквелом к оригинальной Serious Sam: The First Encounter и рассказывает о событиях, предшествующих отправке Крутого Сэма в прошлое. В середине XXI века во время раскопок в Древнем Египте человечеством были найдены останки давно исчезнувшей инопланетной цивилизации с планеты Сириус. Обнаруженные находки и технологии послужили мощнейшим толчком к технологическому развитию планеты, позволив человечеству создавать межпланетные корабли и путешествовать к другим звёздам. Быстрый рост и продвижение землян в космосе привлекли внимание Тах-Ума, древнего инопланетного существа, также прозванного Менталом, и его бесчисленных армий, которые атаковали землян. Спустя несколько лет активных боестолкновений, орды Ментала выбили людей с освоенных колоний обратно в Солнечную систему и атаковали саму Землю. Человечество оказалось на грани полного уничтожения. Единственной надеждой на спасение остаётся найденный в Египте древний артефакт — «Ключ к Вечности», машина времени, способная отправить человека в далёкое прошлое. К сожалению, ситуация осложнялась тем, что земляне не знали, как запустить этот портал.
Действие игры происходит спустя три года после нашествия войск Ментала на нашу планету. Сэмюэль Стоун по прозвищу «Крутой Сэм», ветеран войны и элитный боец Объединённой Армии Земли во главе группы «Альфа» направляется в Египет, чтобы оказать помощь сослуживцам из группы «Браво», посланным в Каир на задание по спасению профессора Штейна — египтолога, который занимался расшифровкой каменных табличек, способных пролить свет на то, как запустить «Ключ к Вечности». К несчастью вертолёт группы «Альфа» сбивают; Сэм падает на крышу одного из зданий, в то время как остальные бойцы терпят крушение в другом квартале. Стоун выдвигается на встречу с выжившими товарищами в Каирский музей, однако к моменту его прибытия тех убивают. В музее солдат не успевает спасти профессора Штейна, однако находит его телефон с собранными данными и отсылает их в штаб связной с позывным Квинн. Та сообщает, что исходя из расшифрованных данных, под Великой пирамидой находится тайная комната, которая может являться ключом к запуску машины времени. Сэм выезжает из Каира, добирается до пирамиды и находит тайный вход, подорвав голову сфинкса. Под пирамидой он обнаруживает тайную комнату с ценной информацией о «Ключе», а также находит энергетический сирианский браслет, который также открывает доступ к сирианским комплексам.
Исходя из полученных сведений выясняется, что «Ключ к Вечности» питают два плазменных генератора под названием «Гор» и «Анубис». Стоуну поручают активировать их. Для сопровождения на миссию за Сэмом прилетает вертолёт, пилотируемый девушкой под прозвищем Бомба. После запуска обоих генераторов, «Ключ к Вечности» активируется; для заброски в прошлое к нему выдвигается группа специального назначения «Чарли». Сэма на вертолёте забирает пилот Уилсон, но друзья не успевают добраться до базы ОАЗ — вертолёт попадает в песчаную бурю, и его сбивают над пустыней в районе затерянных руин Нубии. Стоуну удаётся выжить, однако он теряет связь со штабом. Выбравшись из пустыни через катакомбы храмов Нубии, Сэм находит тело мертвого бойца группы «Чарли» и пользуется его передатчиком, чтобы связаться со штабом, но ему отвечает Бомба. Встревоженная девушка сообщает, что штаб был атакован силами Ментала, Квинн мертва, а команда «Чарли» полностью уничтожена. Лётчица просит Сэма найти укромное место и не высовываться, однако в этот момент её убивает Гнаар. Представитель Ментала говорит Сэму, что всё кончено и Тах-Ум «идёт лунить Землю», но Стоун решительно клянётся, что борьба не окончена, пока он не уничтожит последнего из менталовских прихвостней. Оставшись последним выжившим человеком на Земле, Сэм принимает решение завершить миссию и самостоятельно отправиться в прошлое, чтобы убить Ментала и тем самым спасти человечество, исправив ход событий.
С огромнейшим трудом преодолевая орды врагов, герою удаётся добраться до Дейр эль-Бахри, где находится портал в прошлое, но на его пути становится генерал армии Ментала — могущественный и злобный чародей Угх-Зан IV, отец Угх-Зана III из первой игры. Уничтожив гиганта, Сэм звонит Менталу, однако трубку берёт его дочь Джуди, которая говорит, что отца нет дома. Стоун просит её передать папе, что собирается «зайти и поиграть — в смысле убить его», в ответ на это Джуди просит поторопиться, так как Ментал вот-вот «залунит» Землю. Сэм в недоумении оборачивается и видит, как к Земле стремительно приближается Луна. Проклиная Ментала, он изо всех сил бежит к порталу и в последний момент прыгает в «Ключ к Вечности», отправляясь в прошлое. Игра заканчивается на драматической ноте, когда Луна сталкивается с Землёй и уничтожает её.

## Игровой процесс
Игра представлена в жанре трёхмерного шутера с видом от первого лица. Игрок по-прежнему управляет Сэмом «Серьёзным» Стоуном — главным героем предыдущих частей. Геймплей также типичен для других игр серии и базируется на столкновении с многочисленными монстрами на больших открытых локациях.
Действие игры происходит задолго до событий первой части, до активации Ключа к Вечности и отправки Сэма в далекое прошлое. В игре представлено 12 просторных уровней, с подсчётом очков в конце каждого из них. Некоторые уровни состоят из поисков ключей, однако, большинство состоит из обычного отстрела и продвижения от одной контрольной точки к другой. Регенерация здоровья отсутствует, вместо этого используется классическая система аптечек и брони. Присутствуют боссы, а точнее, два: инопланетный корабль и колдун Угх-Зан IV, убийство которых требует знания слабых мест противника.
Игрок может переносить внушительный арсенал оружия, однако его выбор претерпел незначительные изменения в сравнении с другими играми серии: например, на смену пилы и ножа пришла кувалда, способная одним ударом разорвать слабого врага в клочья; вместо привычных револьверов — пистолет «Пустынный орёл» и т. д. Остались ракетница, пулемёт Гатлинга, корабельная пушка, дробовик, двустволка, лазерное ружьё и снайперская винтовка. Последние два оружия были сделаны секретными, поэтому их нахождение требует от игрока определённого исследования уровней. В дополнении Jewel of the Nile оба оружия были возвращены для беспрепятственного использования игроками.
Имеются некоторые изменения в системе боя. Теперь Сэм способен по нажатию одной кнопки оттолкнуть или убить врага голыми руками (в основном мелких противников), убийство каждого вида монстра отличается от убийства другого вида. Таким образом, у безголового ракетчика Сэм может вырвать сердце и кинуть в противника, у Гнаара — вырвать глаз, у скелета с Клира — оторвать голову и т. д..
В игру, в отличие от Serious Sam II, вернулись многие классические противники, такие как Гнаары, безголовые солдаты и прочие. Многие из них претерпели значительные изменения в дизайне внешнего вида. Появилось и множество новых противников, таких как Хнумы, клонированные солдаты, пещерные демоны и другие. Несколько особо сильных противников, такие как взрослый Арахноид или крупный Биомеханоид, впервые представляются игроку в качестве мини-боссов, однако впоследствии появляются вместе с другими монстрами в качестве рядовых противников.
В Serious Sam 3: BFE появилось несколько геймплейных нововведений, таких как спринт, прицеливание и перезарядка, в значительной степени отсутствующая в предыдущих играх серии. Ускорение в Serious Sam 3: BFE неограниченное, однако во время бега игрок не может атаковать. Возможность прицеливания присутствует только у пистолета и автомата, что повышает точность стрельбы, при этом скорость движения игрока замедляется. Перезарядка оружия появилась у пистолета, дробовика, автомата и «Опустошителя».
Многие критики отметили, что в отличие от предыдущих игр серии Serious Sam 3 довольно медленно разгоняется в плане игрового процесса.
Первые уровни игры отличаются в целом более замкнутым и усложнённым дизайном карт; местом действия выступают городские улицы и узкие кварталы Каира, которые сменяются пустынями, древнеегипетскими храмами и гробницами. Несколько раз за игру герой спускается в тёмные подземелья, схватки в которых происходят в условиях ограниченной видимости. Игрок имеет фонарик, который автоматически включается в специально предусмотренных разработчиками местах. Также в подземных катакомбах преобладают различные головоломки и ловушки. Одно из новых приспособлений — сирианский браслет — выступает не только оружием, но и универсальным ключом, который способен открывать некоторые запечатанные двери или тайники, такие как сирианские комплексы.
Сюжет игры подаётся преимущественно при помощи связующих уровни кат-сцен на движке игры и небольших диалогов героев непосредственно во время игры. В Serious Sam 3: BFE присутствует несколько второстепенных персонажей, однако они не являются активными участниками игрового процесса и присутствуют только в заставках. Являющийся в предыдущих играх основным источником сюжетных сведений компьютер ИНЕРТАН также присутствует в Serious Sam 3, однако был предельно упрощён и хранит в себе лишь основную информацию о противниках, оружии игрока или некоторых важных объектах миссии.

## Игровой движок
В качестве технологической базы игра использует игровой движок Serious Engine 3.5. Движок версии 3.5 является развитием Serious Engine 3, который создавался с 2005 года с упором на максимальное использование мощностей игровых консолей седьмого поколения и современных компьютеров с многоядерными процессорами.
В движок интегрирована поддержка современных графических эффектов, таких как HDR, сложных систем освещения и затенения, шейдерных эффектов, а также используется развитая физическая модель.

## Рецензии и оценки
| Сводный рейтинг       | Сводный рейтинг |
| Агрегатор             | Оценка          |
| --------------------- | --------------- |
| GameRankings          | 75,61 %         |
| Metacritic            | 72/100          |
| Иноязычные издания    |                 |
| Издание               | Оценка          |
| Destructoid           | 8,5/10          |
| Eurogamer             | 7/10            |
| Game Informer         | 7,75/10         |
| GameSpot              | 6/10            |
| IGN                   | 7/10            |
| Русскоязычные издания |                 |
| Издание               | Оценка          |
| Absolute Games        | 75/100          |
| PlayGround.ru         | 8/10            |
| «Игромания»           | 8,5/10          |
| «Игры Mail.ru»        | 8/10            |
| «Канобу»              | 7/10            |
| «ЛКИ»                 | 82 и орден      |

Serious Sam 3: BFE получила преимущественно положительные оценки. Средний балл игры на агрегаторе Metacritic составляет 72 % (на основе 53 рецензий) и 75,61 % на GameRankings (на основе 37 рецензий). Портал Eurogamer поставил игре 7 баллов из 10, отметив, что Serious Sam 3: BFE является тем, чем не удалось стать Duke Nukem Forever, однако посетовав на чрезмерный избыток фирменного геймплея по сравнению с предыдущими играми серии. Журнал Game Informer поставил игре 7.75 баллов, похвалив графику, саундтрек в жанре хеви-метал и верность оригинальной концепции. Популярный рецензент Destructoid, Джим Стерлинг, поставил игре 8.5 баллов из 10, написав: «Игра доставляет много удовольствия. Много изнурительного, непосильного и душераздирающего удовольствия». Редактор Dealspwn Джонатан Лестер провозгласил Serious Sam 3: BFE своей личной игрой года и назвал её «возвращением короля».
Портал Absolute Games поставил игре 75 баллов из 100, похвалив её за возвращение к истокам в отличие от Serious Sam II. Кирилл Волошин в рецензии на сайте Игры@Mail.ru отметил, что первые уровни игры невольно напоминают Call of Duty, но похвалил игру за приверженность традициям и приятную графику. Редактор журнала Игромания Алексей Макаренков поставил игре 8.5 баллов, заметив: «Далеко не идеальный, слегка сыроватый, местами кособокий, но абсолютно безбашенный и по-прежнему — да-да, то самое слово — ураганный шутер. Его можно не любить, но сложно не влюбиться.» Журнал Лучшие компьютерные игры оценил Serious Sam 3: BFE в 82 балла и дал игре орден.
Летом 2018 года, благодаря уязвимости в защите Steam Web API, стало известно, что точное количество пользователей сервиса Steam, которые играли в игру хотя бы один раз, составляет 2 029 621 человек.